# Thomas Cailley
Thomas Cailley (Clermont-Ferrand, 29 april 1980) is een Frans filmregisseur en scenarioschrijver.

## Biografie
Thomas Cailley werd geboren in 1980 in Clermont-Ferrand en groeide op tussen Auvergne en Bordeaux. Hij studeerde af aan het Institut d'études politiques de Bordeaux en Audencia, en schreef zich vervolgens in 2007 in bij La fémis in de richting "scenario". Tijdens zijn studies schreef en regisseerde hij in 2010 de korte film Paris Shanghai. Zijn eerste langspeelfilm als regisseur Les Combattans debuteerde op het filmfestival van Cannes 2014 in de sectie Quinzaine des Réalisateurs waar hij vier prijzen won. Cailley kreeg in 2015 de César voor beste debuutfilm en een Césarnominatie zowel voor beste regie als voor beste film.

## Filmografie

### Als regisseur
- Paris Shanghai (kortfilm, 2010)
- Les Combattants (2014)
- Le Règne animal (2023)

### Als scenarioschrijver
- Les Yeux baissés (kortfilm, 2010)
- Paris Shanghai (kortfilm, 2010)
- Baba Noël (kortfilm, 2012)
- Le Premier pas (kortfilm, 2012)
- Les Combattants (2014, tevens regie)
- Ma révolution (2016)
- Trepalium (2016)
- Ami-ami (2018)
- Ad Vitam (2018)
- Le Règne animal (2023, tevens regie)

## Prijzen en nominaties
De belangrijkste:
| jaar | prijs | categorie        | genomineerde(n) | uitslag     |
| ---- | ----- | ---------------- | --------------- | ----------- |
| 2015 | César | Beste regisseur  | Les Combattans  | Genomineerd |
| 2015 | César | Beste film       | Les Combattans  | Genomineerd |
| 2015 | César | Beste debuutfilm | Les Combattans  | Gewonnen    |